# Grupy Szturmowe

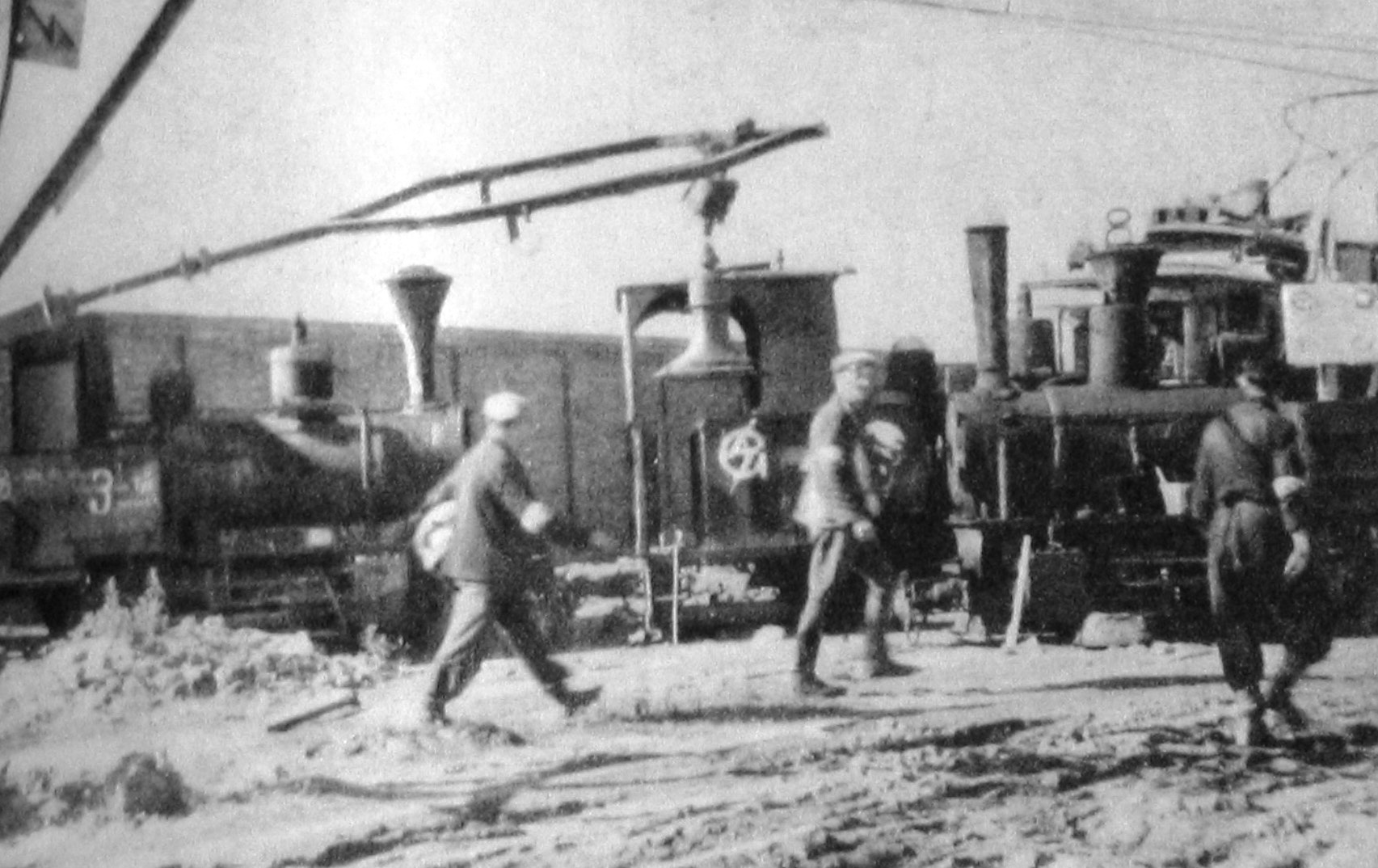
Namalowany symbol „GS” z napisem „GS idą do szturmu” wykonany w 1944 roku podczas powstania warszawskiego przez Stefana Wiecheckiego „Wiecha”

Grupy Szturmowe (GS) – drużyny harcerskie Szarych Szeregów działające podczas okupacji w latach 1939–1944, od listopada 1942 formalnie podporządkowanie Kedywowi Armii Krajowej. 
Najstarsza grupa wiekowa Szarych Szeregów.

## Działalność
Do GS należeli harcerze powyżej 18. roku życia. GS uczestniczyły w wielu akcjach bojowych i dywersyjnych. Organizowano dla nich także kursy np. podchorążych i dowódców kompanii, a także szkolenia w zakresie saperskim i motorowym.
W Warszawie od listopada 1942 Grupy Szturmowe, określane także jako Oddział Specjalny „Jerzy”, dzieliły się na cztery nierównej wielkości hufce (plutony):
- „Centrum” (CR, dowodzony przez Tadeusza Zawadzkiego „Zośkę”)
- „Południe” (SAD, od słów „sabotaż” i „dywersja”, dowodzony przez Jana Bytnara „Rudego”),
- „Wola” (WL, dowódca – Jan Kopałka)
- „Praga” (dowódca – Henryk Ostrowski)

Liczyły razem ok. 300 osób. 
Największym sukcesem GS było odbicie 26 marca 1943 roku 21 więźniów podczas akcji „Meksyk II”, znanej jako akcja pod Arsenałem.
Harcerze walczyli również w szeregach oddziałów powstańczych w 1944.
Do zadań Grup Szturmowych na „Dziś” w ramach akcji Dziś, jutro, pojutrze należała Wielka Dywersja czyli wysadzanie mostów, pociągów, odbijanie więźniów (akcja pod Arsenałem), rozbijanie granicznych posterunków niemieckich (akcja Taśma) oraz wykonywanie wyroków (zamach na Kutscherę). Do zadań na „Jutro” należały szkolenia w zakresie wojskowym takie jak „KDK” (Kurs Dowódców Kompanii), „Agrykola” (kurs podchorążych), a także wszelkie szkolenia saperskie, motorowe, a nawet spadochronowe. Zadaniem na „Pojutrze” była nauka na studiach wyższych w ramach tajnych kompletów przygotowująca do odbudowy wolnej Polski po wojnie.